# Kranjska Gora
Kranjska Gora (IPA: [ˈkɾàːnska ˈɡɔ̀ːɾa], in tedesco Kronau;  in italiano in passato anche Cragnisca Gora; in friulano Cranzagore) è l'insediamento capoluogo del comune di Kranjska Gora, tra Italia e Austria, tra le Alpi Giulie e le Caravanche ed è conosciuta principalmente come località sciistica e di villeggiatura, oltre che per un frequentato casinò. Ospita annualmente un evento della Coppa del mondo di sci alpino, nota come Coppa Vitranc, con una gara di slalom gigante e una di slalom speciale maschili. Il noto trampolino per lo sci (Letalnica) è invece situato nella vicina valle del Tamar, Planica.

## Geografia fisica

### Territorio
Il paese è situato nell'alta valle della Sava, un tempo denominata Gornjesavska Dolina, e oggi nota semplicemente come Dolina.
Posizionata all'estremo nordovest della Slovenia, al confine con Italia e Austria, la valle è delimitata a nord dalle Caravanche e a sud dalle cime più elevate delle Alpi Giulie.
A est, il territorio confina con quello di Jesenice, dove la valle si apre verso quella del Radovljica, mentre a ovest, in prossimità di Rateče segue abbastanza fedelmente lo spartiacque tra la Sava e il torrente Slizza, subaffluente della Drava. Inoltre, Kranjska Gora è delimitata a nord dal Wurzenpass, che collega Podkoren al comune austriaco di Arnoldstein, in Carinzia, mentre a sud, tramite il passo della Moistrocca (Vršič), è connessa con Trenta, frazione di Plezzo, nel goriziano sloveno.

### Clima

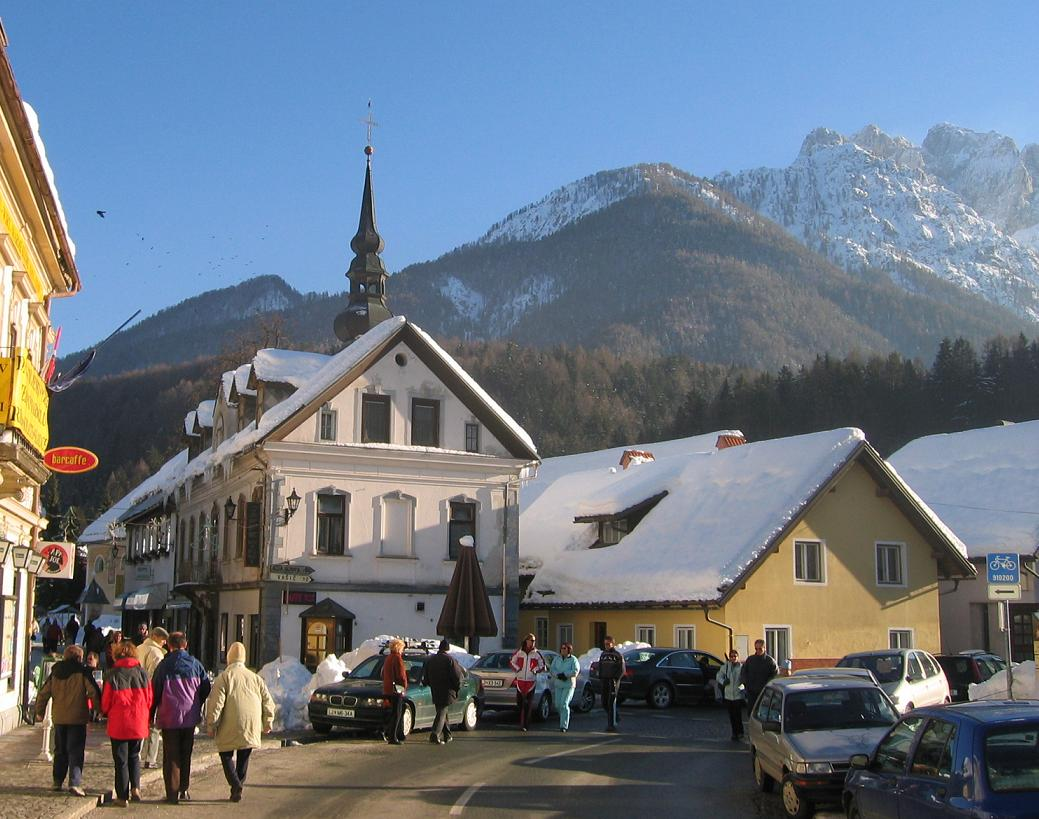
Veduta del centro di Kranjska Gora

L'alta valle della Sava presenta un clima alpino, con inverni lunghi e nevosi e estati abbastanza brevi e piovose, con temperature moderate.
L'inverno dura tra quattro e cinque mesi e il territorio è ricoperto da un manto nevoso per circa quattro mesi. La temperatura minima media in gennaio, il mese più rigido, raggiunge talvolta i -8 °C, mentre le massima è spesso superiore agli 0 °C. Nel mese più caldo le temperature medie oscillano tra i 10 °C e il 23 °C.

## Storia
Kranjska Gora possiede dal 1848 lo statuto di Città. Dagli anni 1870 al 1966, nel territorio era presente una stazione ferroviaria situata sulla tratta Lubiana - Tarvisio: attualmente le stazioni più facilmente raggiungibili sono quelle di Tarvisio e Jesenice.

## Monumenti e luoghi d'interesse
- Casa di Liznjek: situata nel centro di Kranjska Gora, fu residenza di ricchi possidenti, costruita intorno alla metà del XVII secolo e ristrutturata nel Settecento e alla fine dell'Ottocento. L'edificio ospita la raccolta etnografica e l'esposizione permanente inerente alla vita e le opere di Josip Vandot, autore di romanzi per bambini.
- La cascata Peričnik: originata per effetto della glaciazione della Valle di Vrata, è composta da due dislivelli di 52 e 16 metri.[5]
- Cascate di Martuljek: le acque del torrente Martuljek, che discendono una parete di 110 metri in tre discontinuità, costituiscono la cascata superiore di Martuljek (Zgornji Martuljkov slap), ai cui piedi il torrente percorre una gola lunga 500 m, per dare origine a un'altra cascata dal dislivello di 50 m, denominata Spodnji Martuljkov slap, o cascata inferiore di Martuljek, per proseguire per ulteriori 400 m nell'omonima gola inferiore, scavata nella roccia calcarea. La cascata è compresa nel parco nazionale del Tricorno dal 1981, insieme al gruppo montuoso del Martuljek (o Spik), proclamato parco naturale nel 1949.
- Cappella russa: costruita tra il 1916 e il 1917 dai prigionieri russi, durante la prima guerra mondiale. L'edificio reca due torrette dal caratteristico stile russo, mentre nelle vicinanze furono sepolti i trecento caduti russi, colpiti da una slavina nel corso del conflitto.
- Chiesa della Madonna dell'Ascensione: l'edificio attuale, in stile tardo-gotico, fu eretto nel 1570 da Jernej Firtaler (proveniente da Villaco) sulla base dell'originaria chiesa romanica dedicata alla Madonna sulla Ghiaia bianca, della quale si è conservato soltanto il campanile. All'interno della chiesa, l'influsso carinziano è evidente soprattutto nell'arco della navata, sorretto dalle colonne interne e ornato da un intreccio di costole.
- Monumento a Jakob Aljaž: una statua che ritrae il compositore, alpinista e parroco di Dovje. Noto per le sue idee progressiste, fu fautore della costruzione dell'acquedotto del paese e della ristrutturazione della chiesa di San Michele, oltre che fondatore della Casa della cultura.
- Lago di Jasna: piccolo lago artificiale situato nella periferia del paese nella strada che porta al passo della Moistrocca.
- Monte Forno: è la triplice frontiera che divide Italia (Tarvisio), Austria (Arnoldstein) e, appunto, Slovenia.
- Valle di Krnica: valle che inizia dopo il lago di Jasna.
- Valle del Radovna: valle alpina situata nell'insediamento di Zgornja Radovna.

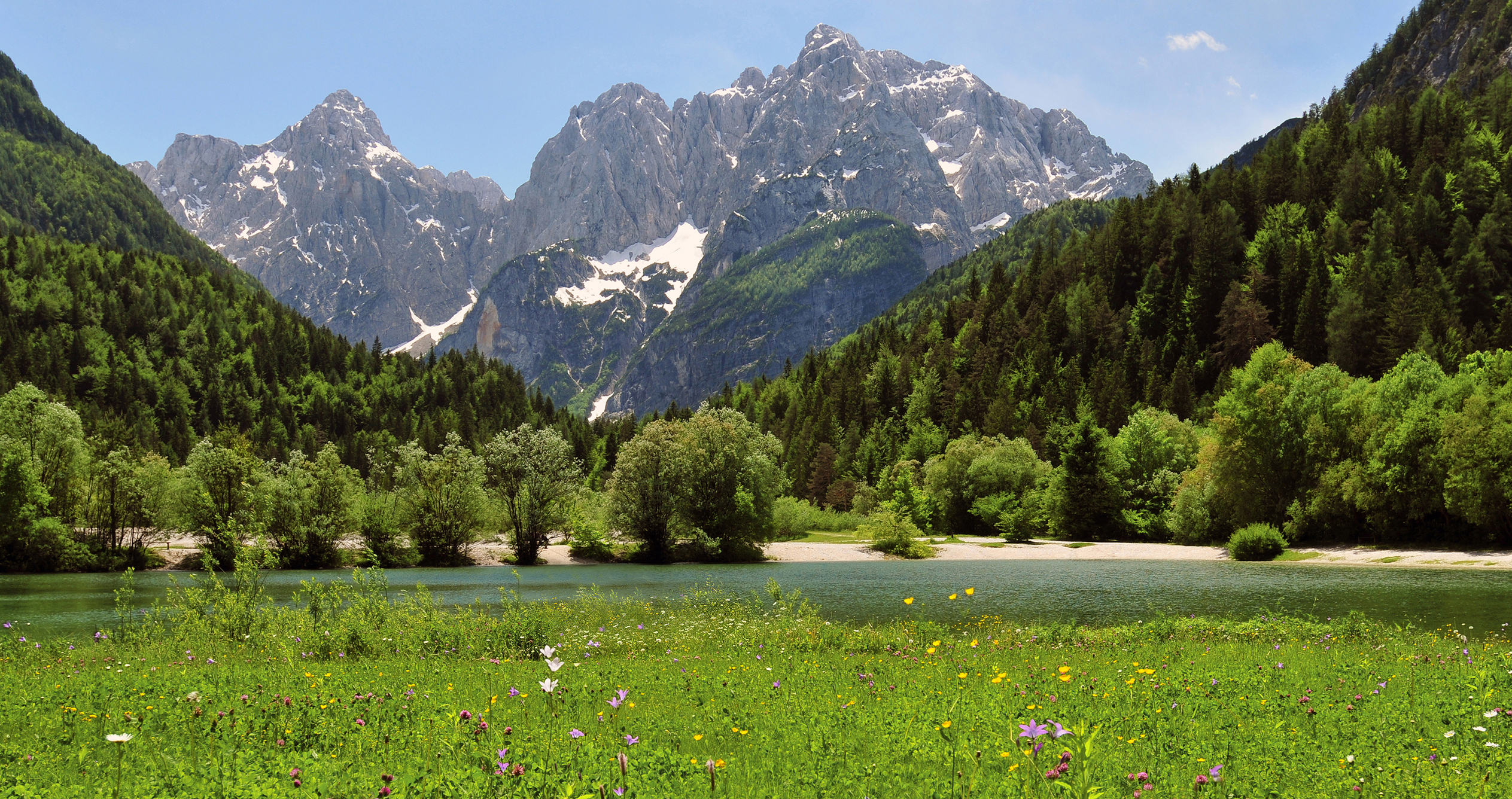
Veduta del Monte Razor (a sinistra) e del Prisojnik (a destra) dal lago di Jasna

## Turismo
Nel 2019 ci sono stati 870 949 turisti, di cui 611 427 stranieri.